# Cris Martínez
Cris Robert Martínez Escobar (Carlos Antonio López, Departamento de Itapúa, 24 de abril de 1993) es un futbolista paraguayo nacionalizado chileno que juega como delantero y su equipo actual es  Huachipato de la Primera División de Chile.

## Trayectoria
Sus primeros pasos fueron en el Club Atlético Tembetary y posteriormente Nacional de Paraguay, con el cual fue campeón del Torneo de Clausura 2009, jugó la Copa Libertadores 2010 donde se eliminó en primera ronda. En 2011 llega a las divisiones menores del club San Luis de Quillota, donde rápidamente pasa a formar parte del equipo principal. En el año 2012, fue cedido en préstamo al Lidköping de la División 3 Mellersta Götaland de Suecia. 

### San Luis de Quillota (2012-2015)
Tuvo una breve estadía en Suecia, para regresar después de seis meses nuevamente al club canario, que milita en la Primera División de Chile. Debido a sus buenos rendimientos en agosto sonó como posible refuerzo de Unión Española quien buscaba un reemplazo para Patricio Rubio quien fue transferido a Universidad de Chile. En diciembre del 2013 se coronaron campeones del Torneo Apertura 2013, donde Cris salió goleador con 13 tantos en 17 partidos. En noviembre de 2013 fue elegido como el mejor jugador de la temporada en la Primera B por la revista especializada El Gráfico.

### Universitario de Deportes (2014)
A inicios de 2014 el jugador despertó el interés de varios clubes siendo el más concreto el del Club Universitario de Deportes de la Primera División del Perú, su salida de San Luis fue abrupta debido a que el club no quiso aceptar una oferta de Universitario de Deportes , la cual según su representante alcanzaría los 100 mil dólares por el préstamo de 6 meses y una opción de compra por 800 mil dólares. Luego de que el jugador renunciase a San Luis, por incomodidad ante el rechazo de las ofertas que llegaban por él; al final fue cedido a Universitario por el periodo de un año. Llegó como refuerzo a préstamo por un año, llegó para el Campeonato Descentralizado 2014 y Copa Libertadores 2014 donde cayeron en primera ronda. Fue dirigido por Ángel Comizzo y José Guillermo Del Solar. Compartió equipo con Edison Flores, Carlos Cáceda y Raúl Ruidíaz. Es recordado por los hinchas cremas por pelear cada pelota a muerte y ponerle garra a cada pelota dividida, como también la discusión en campo que tuvo con Guillermo Guizasola en el clásico del fútbol peruano. Tuvo lesiones que impidieron su regularidad en el equipo.
A inicios de diciembre tuvo que volver a San Luis de Quillota luego de que Universitario de Deportes no realizó su opción a compra, a pesar de fueron campeones de la Primera B de Chile, Cris no destacó.

### Deportes Temuco (2015-2018)
En el 2015, firma por el Club de Deportes Temuco. El 17 de abril de 2016, se consagra campeón de la Primera B , junto a Deportes Temuco y anotó su primer gol en la Primera División de Chile, en el triunfo por 2-0 ante Colo-Colo en Santiago.
Tras obtener el sexto lugar en el torneo de Transición Scotiabank 2017, Deportes Temuco clasificó a la Copa Sudamericana, consagrando a Martínez como el goleador del equipo.

### Santos Laguna (2018)
Tras su gran campaña con el cuadro albiverde, en enero de 2018 fue cedido al Club Santos Laguna de la Liga MX. En febrero de 2019, luego de ser expulsado en el partido ante Club Deportivo Toluca, en un arranque de ira el jugador quebró una puerta de vidrio del vestidor del Estadio Nemesio Díez, lo que además le valió estar lesionado por dos semanas. Pese a formar parte del equipo campeón, no dejó una buena impresión, por lo que finalizado su préstamo, volvió a Chile.

### Huachipato (2019-Act.)
De regreso en Chile, se anunció su regreso a Deportes Temuco, quien había descendido en 2018. Tras reincorporarse a los entrenamientos del equipo albiverde, en febrero de 2019 se anuncia su traspaso a Huachipato de la Primera División. En 2022 llegaría a semifinales de copa chile dónde caerían ante Magallanes en un global de 2-1, en 2023 se coronó como campeón junto a Huachipato, anotando uno de los dos goles en el triunfo ante Audax Italiano por la última fecha del torneo, que dio el título al equipo acerero.

## Estadísticas
| Club | Div.          | Temporada     | Liga  | Liga  | Copas (1) | Copas (1) | Internacional (2) | Internacional (2) | Total (3) | Total (3) | Promedio |
| Club | Div.          | Temporada     | Part. | Goles | Part.     | Goles     | Part.             | Goles             | Part.     | Goles     | Promedio |
| --- | ------------- | ------------- | ----- | ----- | --------- | --------- | ----------------- | ----------------- | --------- | --------- | -------- |
| Nacional Paraguay | 1.ª           | 2009          | 3     | 0     | —         | —         | —                 | —                 | 3         | 0         | 0.00     |
| Nacional Paraguay | 1.ª           | 2010          | 1     | 0     | —         | —         | —                 | —                 | 1         | 0         | 0.00     |
| Nacional Paraguay | 1.ª           | 2011          | —     | —     | —         | —         | —                 | —                 | 0         | 0         | 0.00     |
| Nacional Paraguay | Total club    | Total club    | 4     | 0     | 0         | 0         | 0                 | 0                 | 4         | 0         | 0.00     |
| San Luis · Chile | 2.ª           | 2012          | 14    | 6     | —         | —         | —                 | —                 | 14        | 6         | 0.43     |
| San Luis · Chile | 2.ª           | 2013          | 24    | 14    | 10        | 5         | —                 | —                 | 34        | 19        | 0.56     |
| San Luis · Chile | 2.ª           | 2014          | 2     | 1     | —         | —         | —                 | —                 | 2         | 1         | 0.5.0    |
| Universitario · Perú | 1.ª           | 2014          | 20    | 3     | 6         | 1         | 4                 | 0                 | 30        | 4         | 0.13     |
| Universitario · Perú | Total club    | Total club    | 20    | 3     | 6         | 1         | 4                 | 0                 | 30        | 4         | 0.13     |
| San Luis · Chile | 2.ª           | 2015          | 13    | 0     | 1         | 0         | —                 | —                 | 14        | 0         | 0.00     |
| San Luis · Chile | Total club    | Total club    | 53    | 21    | 11        | 5         | 0                 | 0                 | 64        | 26        | 0.41     |
| Deportes Temuco · Chile | 2.ª           | 2015-16       | 28    | 13    | —         | —         | —                 | —                 | 28        | 13        | 0.46     |
| Deportes Temuco · Chile | 1.ª           | 2016-17       | 29    | 10    | 4         | 3         | —                 | —                 | 33        | 13        | 0.39     |
| Deportes Temuco · Chile | 1.ª           | 2017          | 14    | 6     | 4         | 0         | —                 | —                 | 18        | 6         | 0.33     |
| Deportes Temuco · Chile | Total club    | Total club    | 71    | 29    | 8         | 3         | 0                 | 0                 | 79        | 32        | 0.41     |
| Santos Laguna · México | 1ª            | 2017-18       | 4     | 0     | 4         | 0         | —                 | —                 | 8         | 0         | 0.00     |
| Santos Laguna · México | 1ª            | 2018-19       | 2     | 0     | 2         | 0         | —                 | —                 | 4         | 0         | 0.00     |
| Santos Laguna · México | Total         | Total         | 6     | 0     | 6         | 0         | 0                 | 0                 | 12        | 0         | 0.00     |
| Huachipato · Chile | 1.ª           | 2019          | 17    | 3     | 2         | 0         | —                 | —                 | 19        | 3         | 0.16     |
| Huachipato · Chile | 1.ª           | 2020          | 29    | 6     | —         | —         | 4                 | 0                 | 33        | 6         | 0.18     |
| Huachipato · Chile | 1.ª           | 2021          | 29    | 8     | 1         | 0         | 7                 | 2                 | 37        | 10        | 0.27     |
| Huachipato · Chile | 1.ª           | 2022          | 28    | 2     | 8         | 4         | —                 | —                 | 36        | 6         | 0.17     |
| Huachipato · Chile | 1.ª           | 2023          | 28    | 12    | 1         | 0         | —                 | —                 | 29        | 12        | 0.41     |
| Huachipato · Chile | 1.ª           | 2024          | 25    | 4     | 1         | 0         | 9                 | 4                 | 35        | 8         | 0.23     |
| Huachipato · Chile | 1.ª           | 2025          | 11    | 4     | 6         | 3         | —                 | —                 | 17        | 7         | 0.41     |
| Huachipato · Chile | Total club    | Total club    | 167   | 39    | 19        | 7         | 20                | 6                 | 206       | 52        | 0.25     |
| Total carrera | Total carrera | Total carrera | 321   | 92    | 50        | 16        | 24                | 6                 | 395       | 114       | 0.29     |
| (1) Incluye datos de la Copa Chile, Torneo del Inca, Copa México, Campeón de Campeones y Supercopa de Chile. (2) Incluye datos de la Copa Libertadores y Copa Sudamericana. (3) No se consideran goles en encuentros amistosos. |               |               |       |       |           |           |                   |                   |           |           |          |

## Palmarés

### Campeonatos nacionales
| Título           | Club            | País     | Año    |
| ---------------- | --------------- | -------- | ------ |
| Primera División | Club Nacional   | Paraguay | 2009-C |
| Primera División | Club Nacional   | Paraguay | 2011-A |
| Primera B        | San Luis        | Chile    | 2013-A |
| Primera B        | Deportes Temuco | Chile    | 2016-A |
| Primera División | Santos Laguna   | México   | 2018-C |
| Primera División | Huachipato      | Chile    | 2023   |

### Distinciones individuales
| Distinción                                        | Año     |
| ------------------------------------------------- | ------- |
| Mejor Jugador de la Primera B de El Gráfico Chile | 2013    |
| Máximo Goleador de la Primera B (13 goles)        | 2013-14 |